# Prähistorische Stätten des Talayotischen Menorca
Prähistorische Stätten des Talayotischen Menorca ist ein von der UNESCO seit 2023 gelisteter Eintrag des Weltkulturerbes in Spanien. Die Welterbestätte umfasst 9 Teilbereiche mit einer Gesamtfläche von 3527 ha und zwei Pufferzonen von zusammen 19.014 ha auf der Insel Menorca und dem vorgelagerten Eiland Illa d’en Colom. Von den zahlreichen archäologischen Fundstätten, die die prähistorische Kultur der Insel repräsentieren, werden 24 explizit genannt.

## Hintergrund
Menorca wurde um 2100 v. Chr. dauerhaft von Menschen besiedelt. Seine Vorgeschichte endete mit der Eroberung der Balearen durch die Römer im Jahr 123 v. Chr. Die Insel teilt die Talayot-Kultur der späten Bronze- und frühen Eisenzeit mit ihrer Nachbarinsel Mallorca. Neben Gemeinsamkeiten wie den doppelwandigen Wohnhäusern (Naviformes) der Bronzezeit und den turmartigen Talayots gibt es zwischen den Inseln auch deutliche Unterschiede. Eigenständige Entwicklungen sind auf Menorca die Navetas, megalithische Grabbauten, deren Gestalt einem umgekehrten Schiffsrumpf ähnelt, die Taulas, bis zu fünf Meter hohe Monumente aus in T-Form aufeinander gelegten Monolithen, die im Zentrum von Heiligtümern standen, und die talayotischen Rundhäuser.
Insgesamt gibt es auf Menorca über 1500 archäologische Fundstellen aus prähistorischer Zeit, von denen etwa 1400 als Bien de Interés Cultural gesetzlich geschützt sind.

## Bewerbung
Die „Talayotische Kultur Menorcas“ wurde 2013 auf die spanische Tentativliste für das Weltkulturerbe gesetzt. Das Welterbekomitee stellte die am 14. Januar 2016 eingereichte Bewerbung 2017 jedoch zurück und regte Nachbesserungen am Antrag an. Die überarbeitete Bewerbung war 2023 als „Talayotisches Menorca“ erfolgreich. Das Welterbekomitee erkannte die Erfüllung der Weltkulturerbe-Kriterien (iii) und (iv) an:
- Die Güter stellen ein einzigartiges oder zumindest außergewöhnliches Zeugnis von einer kulturellen Tradition oder einer bestehenden oder untergegangenen Kultur dar.
- Die Güter stellen ein hervorragendes Beispiel eines Typus von Gebäuden, architektonischen oder technologischen Ensembles oder Landschaften dar, die einen oder mehrere bedeutsame Abschnitte der Geschichte der Menschheit versinnbildlichen.

## Ausgewählte Fundstätten
In den neun Teilflächen des Kulturerbes wurden 24 Objekte von herausragender Bedeutung ausgewählt, die die Kultur der gesamten prähistorischen Epoche Menorcas repräsentieren.
| Bild | Fundstätte                        | Typ                                                                 | Teilfläche                                                            |
| --- | --------------------------------- | ------------------------------------------------------------------- | --------------------------------------------------------------------- |
| Naveta des Tudons | Naveta des Tudons                 | Naveta                                                              | Ebene von Ciutadella (C1)                                             |
| Torrellafuda | Torrellafuda                      | Siedlung mit Talayot, Taula und Hypogäum                            | Ebene von Ciutadella (C1)                                             |
| Taula, Torretrencada | Torretrencada                     | Siedlung mit Talayot, Taula, Hypostyl und Hypogäum                  | Ebene von Ciutadella (C1)                                             |
| Son Catlar | Son Catlar                        | Siedlung mit Talayot, Hypostyl, Taula und zyklopischer Mauer        | Südwestgebiet (C2)                                                    |
| Son Mercer de Baix | Son Mercer de Baix                | Siedlung mit Naviformen                                             | Westliches Gebiet von Migjorn (C3)                                    |
| Bild gesucht Die Wikipedia wünscht sich an dieser Stelle ein Bild vom Ort mit diesen Koordinaten 39.962464 4.007031 . Motiv: Hypogäum Falls du dabei helfen möchtest, erklärt die Anleitung , wie das geht. BW    | Cova des Pas                      | Bestattungshöhle                                                    | Westliches Gebiet von Migjorn (C3)                                    |
| Es Galliner de Madona | Es Galliner de Madona             | Hypostyl                                                            | Zentrales südliches Schluchtengebiet (C4)                             |
| Talayot, Sant Agustí Vell | Sant Agusti                       | Siedlung mit Talayot, Taula und Hypogäum                            | Zentrales südliches Schluchtengebiet (C4)                             |
| Cova des Coloms | Cova des Coloms                   | Bestattungshöhle                                                    | Zentrales südliches Schluchtengebiet (C4)                             |
| Torre d’en Galmés | Torre d’en Galmés                 | Siedlung mit Talayot, Hypostyl, talayotischen Rundhäusern und Taula | Gebiet zwischen den Schluchten von Torrevella und Cala en Porter (C5) |
| Na Comerma de Sa Garita | Na Comerma de Sa Garita           | Hypostyl                                                            | Gebiet zwischen den Schluchten von Torrevella und Cala en Porter (C5) |
| Dolmen Ses Roques Llises | Ses Roques Llises                 | Dolmen                                                              | Gebiet zwischen den Schluchten von Torrevella und Cala en Porter (C5) |
| So na Caçana | So na Caçana                      | Religiöse Siedlung                                                  | Südöstliches Gebiet (C6)                                              |
| Taula, Torrellisar Vell | Torrellisar                       | Taula                                                               | Südöstliches Gebiet – Alaior (C6)                                     |
| Taula (Torralba d´en Salord) | Torralba d’en Salord              | Siedlung mit Talayot, Hypostyl und Taula                            | Südöstliches Gebiet – Alaior (C6)                                     |
| Nördliche Naveta von Rafal Rubí · Südliche Naveta von Rafal Rubí | Rafal Rubí                        | Navetas                                                             | Südöstliches Gebiet – Alaior (C6)                                     |
| Bild gesucht Die Wikipedia wünscht sich an dieser Stelle ein Bild. Weitere Infos zum Motiv findest du vielleicht auf der Diskussionsseite . Falls du dabei helfen möchtest, erklärt die Anleitung , wie das geht. | Cova de Biniedris                 | Bestattungshöhle                                                    | Südöstliches Gebiet – Alaior (C6)                                     |
| Nekropole Cales Coves | Calescoves                        | Nekropole                                                           | Südöstliches Gebiet – Alaior (C6)                                     |
| Taula, Talati de Dalt | Talatí de Dalt                    | Siedlung mit Talayot, Hypostyl und Taula                            | Südöstliches Gebiet – Maó (C7)                                        |
| Siedlung von Torelló | Torelló                           | Siedlung mit Talayot und Hypogäum                                   | Südöstliches Gebiet – Maó (C7)                                        |
| Talaiot im Westen von Cornia Nou | Cornia Nou                        | Siedlung mit Talayot                                                | Südöstliches Gebiet – Maó (C7)                                        |
| Trepucó | Trepucó                           | Siedlung mit Talayot, talayotischen Rundhäusern und Taula           | Trepucó – Prähistorische Siedlung (C8)                                |
| Taula und Talayot von sa Torreta de Tramuntana | Sa Torreta de Tramuntana          | Siedlung mit Talayot, Taula und Naveta                              | Nordwestliches Gebiet von Tramuntana (C9)                             |
| Illa d’en Colom | Sa Mitja Lluna (Illa d’en Colom). | Kupfermine                                                          | Nordwestliches Gebiet von Tramuntana (C9)                             |